# Politique du moindre mal
La politique du moindre mal recouvre les politiques menées par les autorités politiques, administratives, économiques et judiciaires belges face à l'occupant durant la Seconde Guerre mondiale en Belgique. Cette politique d’accommodement qui visait à préserver ce qui pouvait l'être tout en satisfaisant les demandes allemandes incontournables sera largement décriée après guerre et suscite, aujourd'hui encore, maints débats.

## Origine du concept
Ce sont Jules Gérard-Libois et José Gotovitch qui furent les premiers à définir le concept en 1971 dans leur ouvrage, L'an 40: la Belgique occupée. Le concept fut par la suite repris par l'ensemble des historiens, dont Maxime Steinberg, se penchant sur cette partie de l'histoire de la Belgique.

## Mise en place
Le 10 mai 1940, la Belgique est envahie. Elle subit l'assaut violent de l'armée allemande. Après dix-huit jours de combat, le Roi Léopold III, en qualité de chef des armées, capitule sans consulter son gouvernement. Le gouvernement belge opte alors pour l'exil, en France tout d'abord puis en Angleterre où il s'installe à Londres. Le gouvernement Pierlot IV, en partance pour Bordeaux, met en place, le 12 mai 1940, un Comité des Secrétaires-généraux. Il espère par là échapper à une administration civile allemande comme ce fut le cas en 14-18 et que les accords de La Haye de 1907 soient respectés par l'occupant. Le gouvernement donne ainsi l'ordre à ses hauts fonctionnaires de rester en place.
Les Allemands selon leur principe du Ruhe und Ordnung (calme et ordre) mettent en place une Militärverwaltung pour la Belgique et le Nord de la France (Militärverwaltung in Belgien und Nordfrankreich) dont il confient le commandement à Alexander von Falkenhausen.
Le souvenir des exactions allemandes perpétrées sous administration civile allemande lors de la Première Guerre mondiale, le consortium des banquiers, la doctrine Galopin et la nécessité de maintenir une certaine activité économique pour le pays sont autant de facteurs qui éclairent cette décision.
Dans les faits, très tôt, le comité des secrétaires-généraux connut une fracture idéologique importante dont le plan de clivage était précisément celui d'un positionnement en faveur d'une collaboration plus active avec l'occupant ou, a contrario, d'en rester, selon la volonté du gouvernement, à une administration en affaires courantes et dans le respect strict de la convention de La Haye. Les tensions iront grandissant tant entre les deux factions qu'entre l'administration et l'occupant. Les promoteurs d'une collaboration plus affirmée avaient pour leader Victor Leemans et ceux qui souhaitaient rester dans un cadre strictement légaliste, Ernst de Bunswyck. Au début de 1941, les Allemands commencèrent à nommer à des postes-clefs des personnalités pro-nazies. Gérard Romsée prend ainsi, en avril 1941, la direction de l'administration de l'intérieur et de la santé, ce dernier place à son tour Emiel Van Coppenolle à la tête de la police belge.
Dès 1941, cette politique qui se voulait réaliste tout en permettant aux autorités belges de rester un interlocuteur valide capable de s'appuyer sur un cadre juridique pour moduler les impositions allemandes périclite. Elle n'empêchera pas le pillage du pays par l'occupant, le détournement de ses forces de production et l'imposition d'un rationnement strict, pas plus qu'elle n'enrayera ses répressions totalitaires de toute opposition. Elle ne put épargner aux populations civiles les affres de la déportation pour le travail obligatoire, ni s'opposer valablement aux mesures anti-juives édictées par les Nazis dès octobre 1940 et qui conduiront à la Shoah en Belgique. En août 1942, les forces de police anversoises prendront même une part active dans les trois rafles que connut la ville d'Anvers.

## Personnalités liées
- Gérard Romsée secrétaire-général de l'intérieur[3]
- Emile De Winter secrétaire général de l'agriculture[3]
- Victor Leemans secrétaire général des affaires économiques[3]
- Gaston Schuind secrétaire général de la justice[3]
- Marcel Nyns secrétaire général de l'éducation[3]
- Oscar Plisnier secrétaire général des finances[3]